# Apache Avalon
Apache Avalon es un framework de software que se desarrolló como proyecto a partir de 1999 con el fin de proveer un marco de ejecución de componentes reutilizables para aplicaciones basadas en contenedores (servidores). Avalon jugó un papel pionero en cuanto al uso de patrones de diseño tales como separación de responsabilidades (SoC) e inversión de control (IoC).
En 2004, a partir de Avalon se habían iniciado diversos subproyectos, que a partir de entonces se agruparon en:
- Excalibur: Apache Excalibur alberga el framework Avalon 4.x, el contenedor IoC Fortress, así como diversas componentes y utilitarios relacionadas con Avalon, tales como LogKit y la colección de componentes Cornerstone.[1]
- Loom: Codehaus Loom continúa el desarrollo de un contenedor microkernel basado en el diseño de Avalon Phoenix.[2]
- Metro: El proyecto DPML Metro desarrolla la próxima generación de la plataforma de servicios Merlin usando el modelo de Software de Participación Abierta.[3]
- Castle: un framework y contenedor IoC para C# y la plataforma .NET. Basado en la implementación de Avalon en C#.[4]

Excalibur, como a su vez el framework Avalon, pasaron a retiro el 15 de diciembre de 2010, siendo archivados ambos proyectos.